# Villamiel
Villamiel est une commune de la province de Cáceres dans la communauté autonome d'Estrémadure en Espagne.

## Histoire
Villamiel a appartenu à la commanderie de l'ordre de Saint-Jean de Jérusalem dite de Trevejo qui faisait partie du grand prieuré de Castille et León. En 1170, la comtesse Elvira en fit don à l'ordre mais ce n'est qu'en 1235 que les Hospitaliers ont décidé de repeupler ce village en y installant 30 familles,.

## Culture et patrimoine

### Monuments

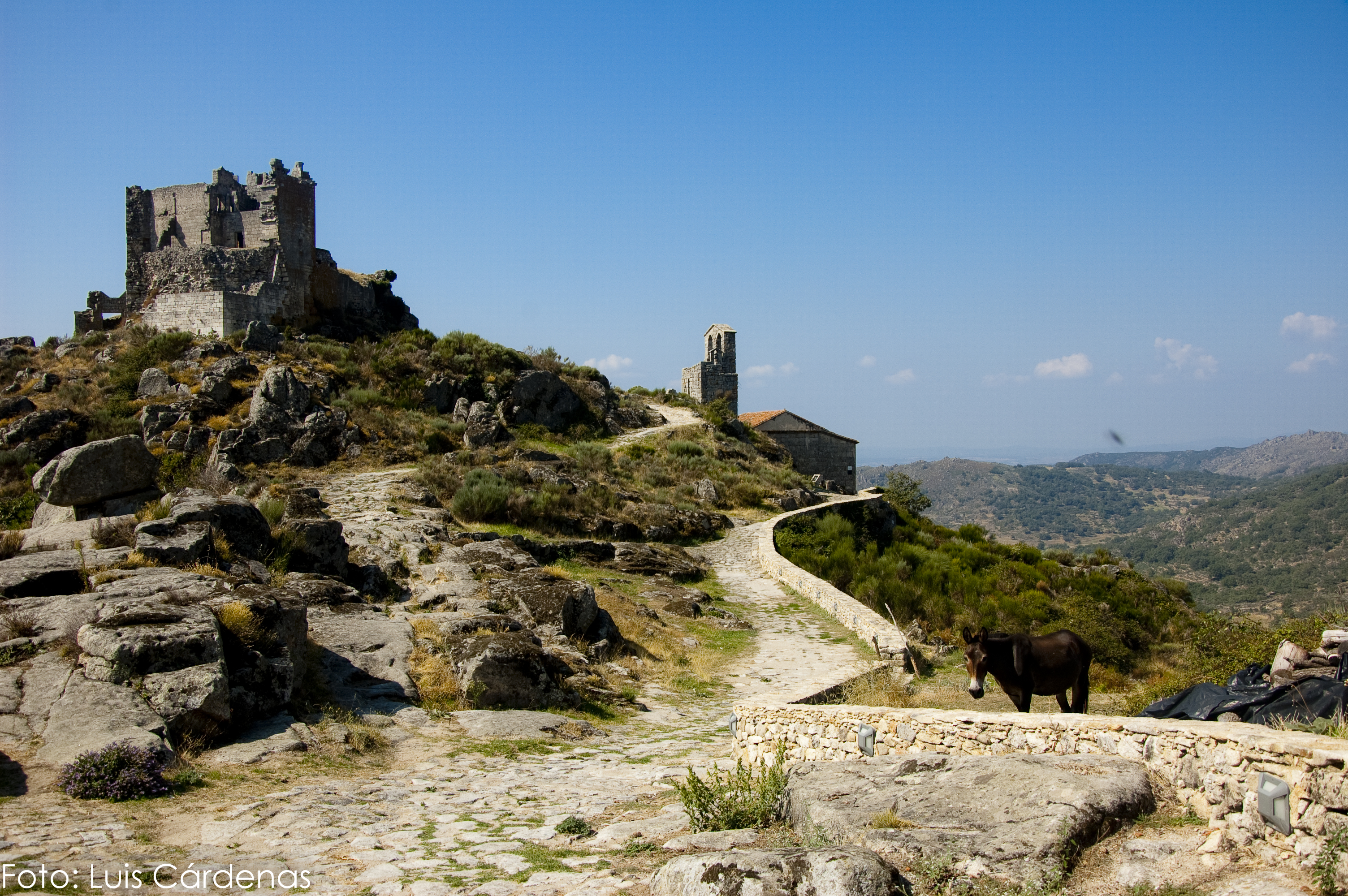
Vue du château et de l'église de Trevejo

- Château de Trevejo (es) qui a appartenu à l'ordre du Temple[3] (1168) puis à l'ordre de Santiago (1186)[4],[5]